# کنی اورتگا
کنی اورتگا (انگلیسی: Kenny John Ortega؛ زادهٔ ۱۸ آوریل ۱۹۵۰) کارگردان اهل ایالات متحده آمریکا است. وی از سال ۱۹۸۰ میلادی تاکنون مشغول فعالیت بوده‌است.

## گزیده فیلمشناسی
از فیلم‌ها یا برنامه‌های تلویزیونی که وی در آن نقش داشته‌است می‌توان به آثار زیر اشاره کرد.
- یکی از قلب (۱۹۸۲)
- آتش سنت المو (فیلم) (۱۹۸۵)
- مرخصی فریس بولر (۱۹۸۶)
- رقص کثیف (۱۹۸۷)
- سالسا (فیلم ۱۹۸۸) (۱۹۸۸)
- به وانگ فو، با تشکر برای همه‌چیز! جولی نیومر (۱۹۹۵)
- جستجو برای کملوت (۱۹۹۸)
- دبیرستان موزیکال ۳: سال آخر (۲۰۰۸)
- این آخرش است مایکل جکسون (۲۰۰۹)
- الی مک‌بل (۲۰۰۱–۰۲)
- دختران گیلمور (۲۰۰۲–۰۶)
- موزیکال دبیرستان (۲۰۰۶)
- موزیکال دبیرستان ۲ (۲۰۰۷)
- فرزندان (فیلم ۲۰۱۵) (۲۰۱۵)
- فرزندان ۲ (۲۰۱۷)